# Saint-Quentin-la-Poterie
Saint-Quentin-la-Poterie é uma comuna francesa na região administrativa de Occitânia, no departamento de Gard. Estende-se por uma área de 24,06 km². Em 2010 a comuna tinha 3 126 habitantes (densidade: 129,9 hab./km²).